# Anna Hallová
Anna Hallová (* 23. března 2001) je americká atletka, jejíž specializací je sedmiboj a halový pětiboj. Je bronzovou medailistkou ze sedmiboje z mistrovství světa 2022 v Eugene a stříbrnou medailistkou ze světového šampionátu v Budapešti z roku 2023. Výkonem 5002 bodů je také držitelskou severoamerického rekordu v halovém pětiboji.

## Osobní rekordy

### Dráha
- sedmiboj – 6 988 bodů – 28. května 2023, Götzis

### Hala
- pětiboj – 5 004 bodů – 16. února 2023, Albuquerque